# Los Teipus
Los Teipus fue un grupo musical bogotano de los años 1960 conformado mayoritariamente por músicos de la costa Caribe colombiana.

## Historia
Los Teipus nacen en 1965, primeramente bajo el nombre de Los Putas que después cambiaron colocándolo al revés a Los Tapus. Finalmente decidieron pronunciar la letra a como en el idioma inglés quedando permanentemente el nombre como Los Teipus. El grupo fue creado por jóvenes estudiantes costeños que veían en la música su mejor forma de pasar el tiempo. Inicialmente estaban influenciados por el vallenato de Los Panchos y Bovea pero con la llegada del sonido de The Beatles, el grupo cambiaria su estilo. 
La banda realizó varias presentaciones en televisión con algunos ídolos de la musical juvenil del momento como Oscar Golden y Harold Orozco, también realizaban toques en las universidades. Curiosamente el grupo fue invitado al debut de la recién creada banda Siglo Cero en mayo de 1969 en el Teatro de la comedia, aunque inicialmente fueron chiflados por el público al verlos con su equipo acústico finalmente fueron aplaudidos.  
Más tarde en octubre de ese mismo año debido a sus reiteradas actuaciones en TV publican lo que será su único álbum La conspiración de Los Teipus actualmente codiciado y buscado por coleccionistas. Fue grabado en Medellín para el sello Codiscos. La disquera les escogió un repertorio para grabar a pesar de que el grupo tenía composiciones originales. 
A principios de los 70 conocen al cineasta barranquillero Luis Ernesto Arocha, éste decide incluir en su cortometraje de 1971 Azilef (Feliza al revés) el tema de Los Teipus Lovely trip, una canción psicodélica que encajaba con el cortometraje inspirado en las obras de la escultora colombiana Feliza Bursztyn.
El grupo también creó la banda sonora del cortometraje La Subienda (1972) de Luis Ernesto Arocha y Álvaro Cepeda Samudio.
Los Teipus querían grabar su segundo LP pero lastimosamente no se llegó a materializar. Finalmente sus integrantes se dedican a continuar con sus estudios universitarios y el grupo se disuelve a mediados de los 70's.
El tema Buena suerte (un cover de 007 (Shanty Town) del grupo Desmond Dekker and the Aces) se incluyó en el álbum Latinameriska Volume 2 de 2013, un compilado de reggae y ska latinoamericano.
En el año 2007, Ernesto Echeverri, cofundador de Los Teipus, lanza de forma independiente el álbum Isla en colaboración con el arreglista barranquillero Álex Martínez.

## Integrantes
- Alfredo Luis Fuentes
- Mario Ochoa Mejía †
- Ernesto Echeverri Dávila
- Enrique Alberto
- Bernardo Arbeláez
- María Angélica Mallarino

## Discografía

### Álbumes propios
- La conspiración de Los Teipus. Zeida/Codiscos. 1969

## Banda Sonora
- Azilef. 1971
- La Subienda. 1972